# 1. Sinfonie (Sibelius)
Die 1. Sinfonie e-Moll, op. 39 von Jean Sibelius entstand 1899 und hat eine Spieldauer von ca. 35–40 Minuten. Das Werk wurde uraufgeführt am 26. April 1899 vom Philharmonischen Orchester Helsinki unter der Leitung des Komponisten, allerdings in der Originalversion, die nicht erhalten ist. Nach der Premiere nahm Sibelius einige Veränderungen vor zu der Fassung hin, in der die Sinfonie heute gespielt wird. Diese revidierte Version wurde vollendet im Frühjahr und Sommer 1900 und wurde zum ersten Mal am 18. Juli 1900 in Berlin aufgeführt, wieder vom Philharmonischen Orchester Helsinki, aber jetzt unter der Leitung von Robert Kajanus. Er leitete auch die erste Schallplattenaufnahme, die mit dem London Symphony Orchestra 1930 gemacht wurde.
In Reclams Konzertführer wird die Sinfonie beschrieben als ein „herbes Werk“, hier halte ein Einsamer Zwiesprache mit den Mächten der Natur, sie sei „angefüllt mit dem Ausdruck von Sehnsucht, Klage, Schmerz.“
Barry Millington schrieb 1991 im Beiheft zur Gesamtaufnahme der Sinfonien mit dem Birmingham Symphony Orchestra unter Simon Rattle 1984–88: „Die Erste Sinfonie reiht Jugend und Reife, Empfindsamkeit und Leidenschaft, Licht und Schatten aneinander; diese Kontraste werden im Finale mit erfrischender, anregender Krassheit herausgestellt.“
Besetzung: zwei Flöten, zwei Oboen, zwei Klarinetten, zwei Fagotte, vier Hörner, drei Trompeten, drei Posaunen, eine Basstuba, Pauken, Harfe, Schlagwerk, Streicher
- 1. Satz – Andante ma non troppo / Allegro energico: beginnt sehr leise mit einem elegischen Klarinettensolo auf einem dumpf grollenden Klangteppich der Pauken. Dieses ausdrucksstarke Solo leitet das eigentliche Hauptthema ein, das unter einem Streichertremolo erklingt. Ein Seitenthema erklingt in der Oboe – der ganze Satz ist in der Sonatenhauptsatzform komponiert.
- 2. Satz – Andante (ma non troppo lento): ein Kernthema, das zuerst in den Violinen erklingt, wird in fünf Strophen immer wieder neu umspielt
- 3. Satz – Scherzo: Allegro: sehr rhythmisch ausgeprägt, in der Mitte ein langsames („Lento“) Trio.
- 4. Satz – Andante / Allegro molto: trägt den Titel Quasi una fantasia und beginnt mit dem Klarinettenmotiv des 1. Satzes. Durch verbindende Elemente aus allen Sätzen schafft Sibelius hier einen einheitlichen Finalsatz, der sich über erneute Orgelpunkte zu „einem zerklüftenden Stimmungsbild von düsterer Großartigkeit“ steigert.